# Tørvemosser
Tørvemosser (Sphagnopsida) er en klasse inden for mosserne. Der er kun én orden.
| Ordener |

- Tørvemos-ordenen (Sphagnales)

Tørvemosser forekommer i Danmark især i næringsfattige fugtige lavninger i skove og på heder, samt i højmoser. 
De delvist nedbrudte rester efter for længst døde Tørvemos-planter bliver udnyttet som jordforbedringsmiddel og ved etablering af surbundsbede.